# George Tyrrell
George Tyrrell fue un teólogo jesuita y filósofo nacido en Dublín en 1861 y fallecido en Sussex en 1909, famoso por sus posturas radicales en el ámbito de la teología modernista, condenado por la Iglesia católica como hereje y gnóstico.
Convertido al catolicismo desde el anglicanismo en 1879, Tyrrell entró en la Compañía de Jesús y fue ordenado sacerdote en 1891. Comenzó a defender la libertad de conciencia en el campo de la investigación teológica y se adhirió al llamado modernismo teológico. Se caracterizó como apologeta hasta que el humanista católico y enciclopédico barón Friedrich von Hugel le introdujo en la crítica bíblica y el neokantismo.
La contribución de Tyrrell al modernismo teológico se centra en los campos de la teología fundamental y de la filosofía de la religión. 
Para este jesuita irlandés, «el modernismo es un cristianismo que cree en la posibilidad de la síntesis entre verdades religiosas y verdades de la ciencia moderna».
Ricardo de la Cierva considera legítimo su punto de partida, al igual que en el caso de Loisy, si bien Tyrrell no llegó a advertir que su ciencia moderna dejaba ya de ser la ciencia absoluta newtoniana.  Por ello, desde la misma Compañía fue advertido y luego castigado por sus ideas contrarias a la doctrina de la Iglesia católica. 
Sus primeros libros modernistas se publicaron en 1902 y 1903. El 3 de diciembre de 1905 publica de manera anónima y en inglés una Carta confidencial a un profesor de antropología. Algunos extractos de ese opúsculo fueron publicados en el Corriere della Sera como Lettera confidenziale a un professore di antropologia. En ella explicaba su posición sobre los dogmas. Según Tyrrell varios dogmas se habían demostrado falsos con el tiempo y con la crítica histórica. Después de apurar la autoría de la carta, en el periódico italiano había sido publicada también como anónima, el cardenal Andrea Carlo Ferrari advirtió al prepósito de la Compañía de Jesús, padre Luis Martín García, y así Tyrrell fue expulsado en 1906. Como no pudo encontrar un obispo que lo encardinara en su diócesis, quedó suspendido a divinis. Tyrrell no se sometió y tanto su violenta reacción a la encíclica Pascendi en 1907 como su intención de crear una asociación de excomulgados, le valió la imposibilidad de acceder a los sacramentos hasta su muerte.
Propagaron sus doctrinas desde Roma sus amigos Louis Duchesne y Friedrich von Hugel, influyendo en el pionero democristiano Rómulo Murri en el marco del liberalismo católico.

## Obras
- Nova et Vetera (1897)
- Hard Sayings (1898)
- On external religion (1899)
- Oil and wine (1900)
- The faith of the millions (1901)
- Religion as a factor of life (1902)
- The Church and the future (1903)
- Lex orandi (1903)
- A much abused letter (1906)
- Lex credendi (1906)
- Through Scylla and Charybdis (1907)
- Medievalism (1908)

Y dos obras publicadas de forma póstuma: 
- Christianity at the cross-roads (1909)
- Essays on faith and immortality (1914)